# Windows Embedded Standard 7
La familia Windows 7 Embedded Standard  es una versión componentizada de Windows 7, destinada a dispositivos especializados. Microsoft anunció el lanzamiento del sistema operativo el 9 de febrero de 2010 en conjunto con el Service pack 1 de Windows 7. El 1 de julio de 2010 se inició el soporte técnico para la versión RTM.
Windows Embedded POSReady 7 es una versión especializada destinada a cajas registradoras y cajeros automáticos.

## Requisitos mínimos[4]
- Procesador de 32 bit (x86) o 64 bit (amd64) de 1 GHz
- 512 MB de memoria RAM (1 GB para amd64)
- 1 GB de espacio de almacenamiento (disco duro o unidad SSD) (4 GB recomendado)
- Al menos uno de los siguientes medios de arranque:

- Unidad de DVD
- Puerto USB 2.0 y una unidad Flash arrancable con al menos 4 GB de espacio
- Acceso a la red local (Ethernet)

Adicionalmente, Windows Embedded POSReady 7 tiene los siguientes requisitos mínimos adicionales:
- 1 GB de RAM para sistemas de 32 bit; 2 GB para 64 bit
- 16 GB de espacio de almacenamiento para 32 bit; 20 GB para 64 bit

## Dispositivos destinados
La familia Windows 7 Embedded Standard está destinada a los siguientes dispositivos (pero no limitado):
- Cajeros automáticos
- Cajas registradoras
- Teléfonos públicos avanzados
- Máquinas recreativas (como Bemani PC o Taito Type X³)
- Tragamonedas
- Robótica industrial
- Clientes livianos
- Equipo de hospital (como Monitores
- Set-top box
- Network attached storage (NAS)
- Dispositivos de navegación
- Locomotoras

## Derivados

### Windows Thin PC
WinTPC es la evolución de Windows Fundamentals for Legacy PCs (WFLP). Es una versión muy limitada de Windows, que consume por tanto  muy pocos recursos, y cuyo propósito es ser utilizado principalmente para conectarse a escritorios remotos basados en Remote Desktop Services o VDI. Si bien WFLP estaba basado en Windows XP, el principal cambio que se introduce en WinTPC es que está basado en Windows 7 Embedded Standard SP1, que es, precisamente, lo mismo que utilizarán los OEM para maquetar los Thin Clients basados en Windows que sacan al mercado. Esto incluye las novedades a nivel de protocolo incluidas en el SP1, es decir, RemoteFX, que podremos completar instalando los protocolos de nuestro principales partners en esta área, Citrix y Quest.
Desde el punto de vista del licenciamiento, WinTPc tiene una gran ventaja. Al ser un beneficio de Software Assurance, no es necesario adquirir la licencia VDA, ya que esta también va incluida como beneficio del mismo. Recordemos que la licencia VDA es necesaria para cualquier dispositivo que no este cubierto con SA para acceder a una infraestructura de VDI basada en Windows.
El proceso de instalación está a medio camino entre lo que publique en este post (Virtualización Recreativa) y el de un Windows 7 “normal”. En las guías que os podéis descargar en Connect habla también de los componentes que incluye y como se puede automatizar el despliegue mediante el ya tradicional proceso generación de imágenes personalizadas de Windows mediante WAIK y MDT.
El sistema operativo sólo está disponible para arquitectura de 32 bits.